# Rhadinaea hannsteini
Rhadinaea hannsteini este o specie de șerpi din genul Rhadinaea, familia Colubridae, descrisă de Stuart 1949. Conform Catalogue of Life specia Rhadinaea hannsteini nu are subspecii cunoscute.